# Calamus multispicatus
Calamus multispicatus är en enhjärtbladig växtart som beskrevs av Karl Ewald Maximilian Burret. Calamus multispicatus ingår i släktet Calamus och familjen Arecaceae. Inga underarter finns listade i Catalogue of Life.